# Институт Зоряна
Институт Зоряна (англ. Zoryan Institute) — некоммерческий научно-исследовательский институт. Состоит из созданных в 1982 году в Кембридже штат Массачусетс и в 1984 году в Торонто международных академических и научных центров документирования, изучения и распространения материалов, связанных с жизнью армянского народа в недавнем прошлом и настоящем, а также в контексте международных отношений.
Направления исследований, в которых участвует институт:
- изучение геноцида;
- изучение диаспоры;
- исследования, связанные с Арменией.

Для достижения этого институт спонсирует, поддерживает и поощряет междисциплинарные научные исследования, документирование, конференции и публикации.
С 1991 года Институт издает журнал «Диаспора: Транснациональных исследований». В 1991 году административный центр института перемещен в Канаду.